# Polymastia tissieri
Polymastia tissieri är en svampdjursart som först beskrevs av Jean Vacelet 1961.  Polymastia tissieri ingår i släktet Polymastia och familjen Polymastiidae. Inga underarter finns listade i Catalogue of Life.